# Columbia (Louisiana)
Columbia ist eine Kleinstadt (mit dem Status „Town“) und Verwaltungssitz des Caldwell Parish im US-amerikanischen Bundesstaat Louisiana. Das U.S. Census Bureau hat bei der Volkszählung 2020 eine Einwohnerzahl von 277 ermittelt.

## Geografie
Columbia liegt im mittleren Norden Louisianas, am Westufer des Ouachita River. Das Stadtgebiet erstreckt sich über eine Fläche von 2,1 km².
Benachbarte Orte von Columbia sind Banks Springs (3 km südwestlich), Grayson (7,1 km in der gleichen Richtung), Clarks (11,3 km in der gleichen Richtung).
Die nächstgelegenen größeren Städte sind Mississippis Hauptstadt Jackson (221 km nordöstlich), Louisianas Hauptstadt Baton Rouge (261 km südsüdöstlich), Louisianas größte Stadt New Orleans (389 km in der gleichen Richtung), Lafayette (244 km südlich), Shreveport (199 km westnordwestlich) und Arkansas’ Hauptstadt Little Rock (333 km nördlich).

## Verkehr

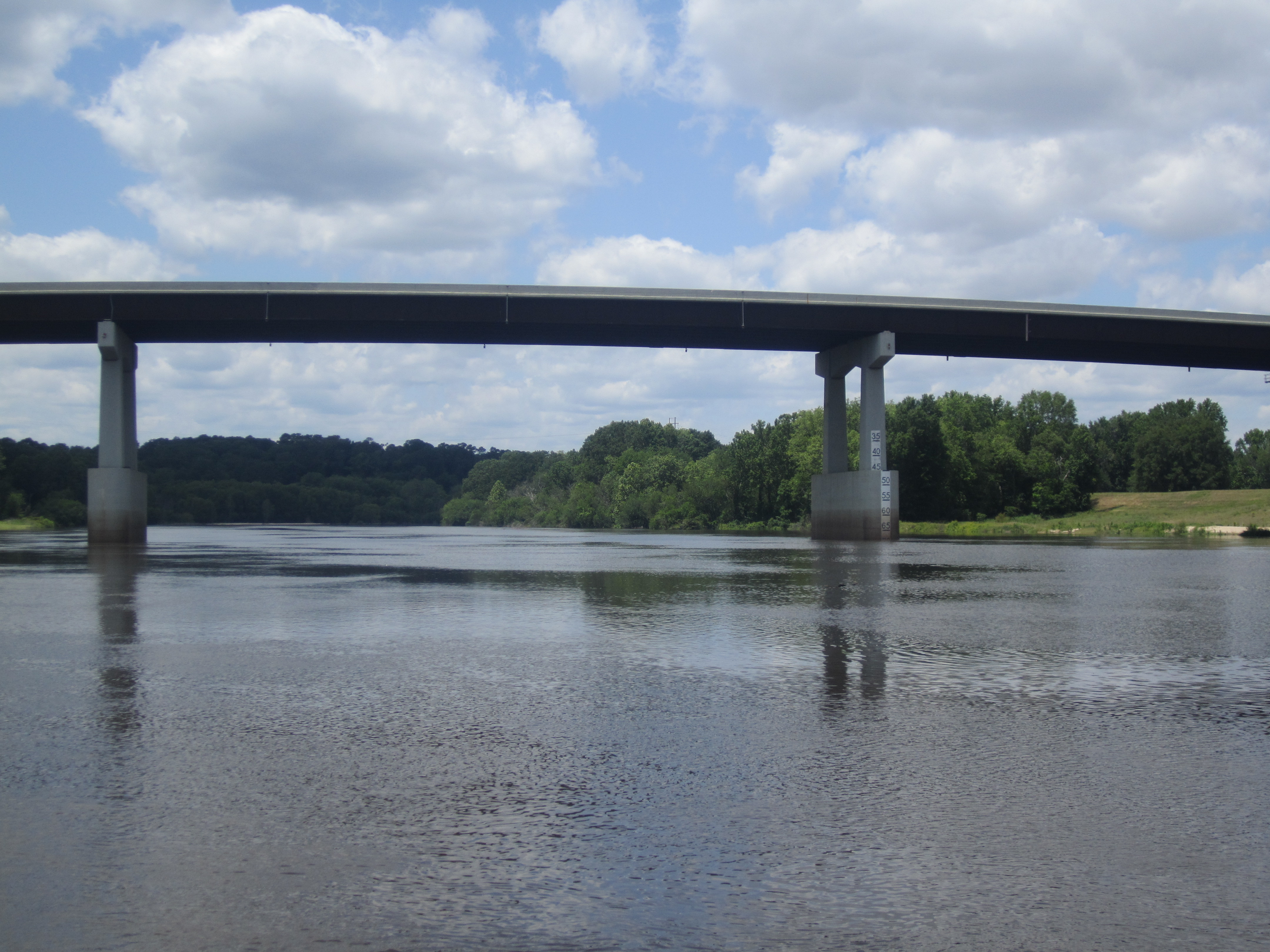
Die John J. McKeithen Bridge über den Ouachita River

Der U.S. Highway 165 und der hier deckungsgleich verlaufende Louisiana Highway 4 führen von Südwest nach Nordost als Hauptstraße durch Columbia. Der US 165 verlässt die Stadt in nordöstlicher Richtung über die John J. McKeithen Bridge über den Ouachita River. Alle weiteren Straßen sind untergeordnete Landstraßen, teils unbefestigte Fahrwege sowie innerörtliche Verbindungsstraßen.
Parallel zum US 165 verläuft für den Frachtverkehr eine Eisenbahnstrecke der Union Pacific Railroad.
Mit dem Caldwell Parish Airport befindet sich 3,8 km nordöstlich ein kleiner Flugplatz. Die nächsten Großflughäfen sind der Louis Armstrong New Orleans International Airport (375 km südsüdöstlich) und der Jackson-Evers International Airport (236 km östlich).

## Bevölkerung
Nach der Volkszählung im Jahr 2010 lebten in Columbia 390 Menschen in 165 Haushalten. Die Bevölkerungsdichte betrug 185,7 Einwohner pro Quadratkilometer. In den 165 Haushalten lebten statistisch je 2,12 Personen.
Ethnisch betrachtet setzte sich die Bevölkerung zusammen aus 66,4 Prozent Weißen und 32,8 Prozent Afroamerikanern; 0,8 Prozent (drei Personen) stammten von zwei oder mehr Ethnien ab. Unabhängig von der ethnischen Zugehörigkeit waren 3,8 Prozent der Bevölkerung spanischer oder lateinamerikanischer Abstammung.
20,8 Prozent der Bevölkerung waren unter 18 Jahre alt, 61,3 Prozent waren zwischen 18 und 64 und 17,9 Prozent waren 65 Jahre oder älter. 49,5 Prozent der Bevölkerung war weiblich.
Das mittlere jährliche Einkommen eines Haushalts lag bei 36.071 USD. Das Pro-Kopf-Einkommen betrug 25.322 USD. 17,9 Prozent der Einwohner lebten unterhalb der Armutsgrenze.

## Bekannte Bewohner
- Charles J. Boatner (1849–1903) – von 1889 bis 1897 Abgeordneter des US-Repräsentantenhauses[5] – geboren und aufgewachsen in Columbia
- John McKeithen (1918–1999) – von 1964 bis 1972 49. Gouverneur von Louisiana – lebte in Columbia und ist auf dem dortigen Hogan Cemetery beigesetzt[6]